# Османсько-перська війна (1514)
Османсько-перська війна 1514 року — перший збройний конфлікт між Османською імперією та державою Сефевідів у Ірані. 

## Передумови
Наприкінці XV століття було зруйновано державу Ширваншахів, а 1503 року Ісмаїл I розбив Ак-Коюнлу та, завоювавши території сучасних Ірану й Іраку, створив шиїтську державу Сефевідів. Відносини останніх з османами були напруженими з самого початку.
1511 року в південній частині Малої Азії відбулось масштабне повстання на чолі з Хасаном-халіфом, відомим в народі під прізвиськом Шахкулу («Раб шаха»). Повстанці розбили османів і практично вигнали їх з Малої Азії. 21 квітня 1511 року каді Бурси закликав яничар на допомогу, передбачаючи, що за два дні область загине. Проведення кампанії проти Шахкулу було покладено на великого візира Хадима Алі-пашу. Османське військо наздогнало повстанців лише у Сівасі, де й Шахкулу, й Хадим Алі загинули в битві. Решта повстанців утекли до Ірану.
1512 року султан Баязид II зрікся престолу, а новим правителем імперії став Селім I Грозний. У той же час у боротьбу за владу вступив Ахмед, син Баязида, під час якої звертався по допомогу до різних правителів, у тому числі й до Ісмаїла. Тому Селім вирішив кинути виклик іранцям на чолі з Ісмаїлом I.
Готуючись до війни, Селім I продовжив дію угод з європейськими державами (Угорщиною та Польщею), а також з мамелюками, жадаючи таким чином уникнути війни на два фронти. Окрім того султан закрив кордон з Іраном, таким чином припинивши експорт іранських товарів на захід та імпорт зброї до держави Сефевідів.

## Перебіг війни
Влітку 1514 року Селім вторгся до меж Сефевідської держави. Ісмаїл вирішив застосувати тактику спаленої землі на шляху руху османської армії. Складні умови виснажили війська Селіма, продовольства не вистачало, в армії зростало невдоволення. Окрім іншого османські вояки були не в захваті від того, що вони мають битись із братами-мусульманами.
Невдовзі Селіму стало відомо, що іранські війська зосереджені в Чалдиранській долині. Перспектива близької битви заспокоїла яничар. 23 серпня 1514 року в результаті Чалдиранської битви іранська армія, що не мала, на відміну від османів, вогнепальної зброї, була розбита. Ісмаїл утік з поля бою спочатку до Тебриза, а потім на південний схід. Селім переслідував його до самого Тебриза, куди прибув 6 вересня й розграбував місто.

## Результат і наслідки
Османські війська відмовились зимувати на сході, й Селім був змушений повернути назад до Амасьї. Щоб заспокоїти невдоволених, у листопаді 1514 року був усунутий великий візир Герсеклі Ахмед-паша, а його місце зайняв Дукакінзаде Ахмед-паша. Ісмаїл тим часом, остерігаючись весняної кампанії, шукав союзників серед інших держав, а також прохав про мир у самого Селіма. Втім останній лише страчував сефевідських посланців. І лише португальський віце-король Індії Афонсу де Албукеркі надіслав Ісмаїлу символічний подарунок — дві малі гармати й шість аркебуз.
1516 року армія Селіма I знову виступила на схід зі Стамбула. Однак османи не пішли на Іран, а несподівано повернули на мамелюків і вторглись до Сирії. Після завоювання Сирії та Єгипту Селіму стало простіше здійснювати торгову блокаду Ірану. У травні 1518 року армія Селіма йшла до Євфрату, але потім без попередження повернула на захід і повернулась у Стамбул.